# 阿尔科沃河
阿尔科沃河（俄语：Река Арково）是萨哈林州涅韦尔斯基区的河流，源起卡梅绍维山脉，长22公里，流域面积83.8平方公里，在阿尔科沃别列格附近注入鞑靼海峡。河宽约2至4米，岩床，河道坡度1.05%。2006年在河上建设混凝土桥。

## 名称
还有阿尔科夫卡河（俄语：Река Арковка）的别称。河名来自尼夫赫语的“Арк'и-во（胡瓜河村）”。